# Jean Cornelis
Jean Cornelis (ur. 2 sierpnia 1941 w Beersel, zm. 21 marca 2016) – belgijski piłkarz występujący podczas kariery na pozycji obrońcy.

## Życiorys
Cornelis prawie całą swoją karierę spędził w Anderlechcie. Grał tam w latach 1958–1971. W tym okresie zdobył z klubem 7 mistrzostw Belgii oraz jeden puchar Belgii. Przez 13 lat w Anderlechcie zanotował on w nim 287 występów w meczach ligowych, strzelając w nich 6 bramek. Dwa ostatnie sezony w karierze, czyli 1971/1972 oraz 1972/1973 spędził w innych klubach - odpowiednio w KSK Beveren i KVV Crossing Elewijt.
W reprezentacji Belgii zadebiutował 2 grudnia 1962 roku w towarzyskim, zremisowanym 1:1, meczu z reprezentacją Hiszpanii. Pierwszego i jedynego gola w kadrze zdobył 21 października 1964 roku w towarzyskim meczu z reprezentacją Anglii. Mecz zakończył się remisem 2:2. Ogólnie w kadrze wystąpił 19-krotnie.

### Występy w reprezentacji w danym roku
| Reprezentacja | Rok     | Mecze | Bramki |
| ------------- | ------- | ----- | ------ |
| Belgia        | 1962    | 1     | 0      |
| Belgia        | 1963    | 4     | 0      |
| Belgia        | 1964    | 5     | 1      |
| Belgia        | 1965    | 3     | 0      |
| Belgia        | 1966    | 3     | 0      |
| Belgia        | 1967    | 2     | 0      |
| Belgia        | 1968    | 1     | 0      |
| Ogólnie       | Ogólnie | 19    | 1      |